# Bush Street Temple

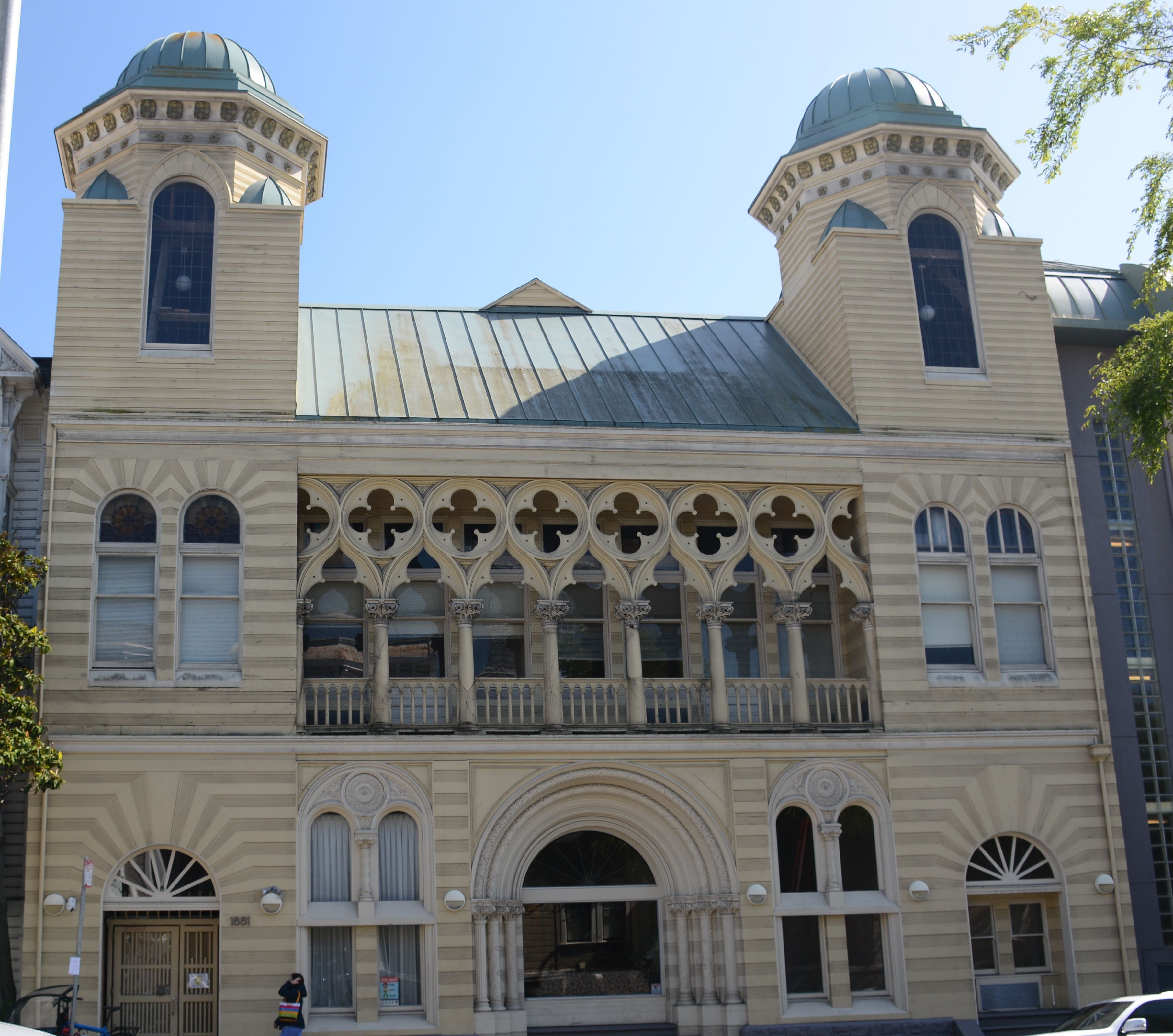
Bush Street Temple Vorderansicht

Die ehemalige Ohabai Shalome Synagogue (hebräisch בית הכנסת אוהבי שלום) befindet sich an Adresse 1881 Bush Street in San Francisco. Das heute noch erhaltene Gebäude, das nicht mehr als Sakralbau genutzt wird, steht unter Denkmalschutz (San Francisco Landmark #81). Es wurde 1895 im Auftrag der jüdischen Gemeinde Ohabai Shalome (hebräisch אֹהֲבֵי שָׁלוֹם; zu deutsch: Liebhaber des Friedens) nach Entwürfen des Architekten Moses J. Lyon erbaut und am 15. September 1895 geweiht. Das Gebäude ist der älteste heute noch vorhandene Synagogenbau in San Francisco.

## Vorgeschichte
Die Gemeinde Ohabai Shalome entstand 1864 als Abspaltung aus der Gemeinde Emanu-El, einer der beiden damaligen jüdischen Gemeinden San Franciscos. Ihre Mitglieder errichteten 1865 eine erste Synagoge in der Mason Street. Da im Laufe der Zeit viele Mitglieder der Gemeinde in andere Gegenden der Stadt zogen, wurde auch ein Umzug der Synagoge erwogen und zu diesem Zweck ein Grundstück gesucht.

## Gebäude
Mit der Planung und Durchführung des Baus wurde der vermutlich erste zugelassene jüdische Architekt San Franciscos, Moses J. Lyon, beauftragt, der ein eklektizistisches Gebäude schuf, in dem sich maurische, venezianische, romanische und gotische Elemente verbanden.
Die Loggia wurde dem Dogenpalast in Venedig nachempfunden, die zwei Türme in der Fassade erinnerten an Minarette. Ziel des Architekten war es, ein einzigartiges, monumentales Gebäude zu schaffen, das dennoch nicht mit einer Kirche verwechselt werden konnte.
Als Baumaterial verwendete Lyon größtenteils bearbeitetes Redwoodholz, das im Inneren mit Hilfe von Trompe-l’œiltechniken wie Marmor gestaltet wurde. 
Das Gebäude überstand das Erdbeben und die sich ihm anschließenden Feuer von 1906, wurde aber 1915 in einem Sturm beschädigt. Daher wurden danach die beiden Türme umgestaltet.

## Verkauf an die buddhistische Gemeinde und Nutzung als Zen-Zentrum
Nachdem nach einer Reihe von Rückschlägen für die Gemeinde Ohabai Shalome die Geldmittel knapp wurden, verkaufte die Gemeinde das Gebäude an den aus Japan stammenden Zen-Buddhisten Teruro Kasuga, der dort eine Mission der Sōtō-shū-Schule einrichtete. Diese bestand bis 1942, dem Jahr, in dem die japanischen beziehungsweise japanstämmigen Bürger San Franciscos interniert wurden. Im Anschluss daran besetzte eine christliche Gruppe das Gebäude, musste dieses aber 1946 an seine ursprünglichen Besitzer zurückgeben.
Diese nutzen das Gebäude bis 1973 beziehungsweise 1975; danach gaben sie es auf und verkauften es an eine städtische Entwicklungsgesellschaft. 

## Nach der Aufgabe des Gebäudes
Am 18. April 1976 wurde das Gebäude unter Denkmalschutz gestellt, in den Jahren 1978 und 1979 renoviert, und diente anschließend kurzfristig unter dem Namen Pacific Hall als städtisches Veranstaltungs- und Kulturzentrum, später als japanischer Go-Club. Ein Versuch des ortsansässigen jüdischen Architekten und Geschichtsfans Felix M. Warburg in den frühen 1980er Jahren, das Gebäude in ein jüdisches Kulturzentrum umzuwandeln, konnte mangels finanzieller Mittel nicht realisiert werden. 
Schließlich wurde das Gebäude 1996 der Japanese American Religious Federation (JARF) zugesprochen, die es 1997 für den symbolischen Preis von einem Dollar erwarb. In Zusammenarbeit mit dem Architekten Steve Suzuki wurde das Gebäude erneuert; ein anschließendes Grundstück wurde in den Bau miteinbezogen. Seit 2003 ist es eine Anlage zum betreuten Wohnen für ältere Menschen mit japanischer Herkunft mit dem Namen Kokoro.
Als am 21. September 2002 im Rahmen der Renovierung der Grundstein von 1895 entnommen wurde, fanden sich unter den über 40 Dokumenten darin auch solche, die vermuten lassen, dass 1895 der Grundstein der ersten Synagoge der Gemeinde von 1865 in diesen mit aufgenommen wurde.